# Gorrión Supremo (Game of Thrones)
«Gorrión Supremo» es el tercer episodio de la quinta temporada de la serie de televisión de fantasía medieval Game of Thrones. El episodio fue escrito por los cocreadores de la serie, David Benioff y D. B. Weiss y fue dirigido por Mark Mylods. Se emitió mundialmente el 26 de abril de 2015.

## Argumento

### En Desembarco del Rey
Tommen y Margaery contraen nupcias, más tarde tras la consumación de su matrimonio, Tommen le comenta a Margaery que él no cree que su madre sea feliz en Desembarco del Rey. A la mañana siguiente, durante un paseo matutino con su madre, Cersei, Tommen le comenta sus deseos de que vuelva a su casa, Roca Casterly, pero ella rechaza la oferta. En un burdel, el Septón Supremo es atacado por Lancel y otros miembros de los Gorriones, y es obligado a caminar desnudo por la calle mientras le gritan "pecador". Entonces él le pide al consejo del reino tomar acciones represivas contra los Gorriones, capturando y asesinando a su líder, el Gorrión Supremo. Cersei se reúne con el Gorrión Supremo personalmente, ella le comenta que no será ejecutado, a su vez que le dice que el Septón Supremo fue encarcelado. De regreso al castillo, Cersei le pide a Qyburn mandarle un mensaje a Lord Baelish. Mientras Qyburn escribe el mensaje, el cadáver de Gregor Clegane se comienza a mover en la mesa de operaciones.

### En el Norte
Theon camina por el patio de Invernalia, el cual está siendo reconstruido por varios trabajadores. Él mira horrorizado los cuerpos despellejados que son colgados en el patio. Mientras le sirve la comida, Theon escucha como Roose le comenta a Ramsay no tener los suficientes hombres para mantener el Norte, ya que los antiguos abanderados de la casa Stark podría levantarse en contra de ellos. Termina diciendo su mejor opción es que termine contrayendo matrimonio. 
Petyr le comenta a Sansa que ha acordado una boda entre ella y Ramsay Bolton. Ella inmediatamente niega la oferta dado que Roose asesinó a su hermano Robb y traicionó a su familia. Petyr le implora que acepte, para que de esa manera pueda tomar ventaja de la situación para que pueda vengarse de los Bolton. Sansa termina aceptando y emprenden su viaje a Invernalia. A lo lejos, Brienne y Podrick siguen la caravana de Lord Baelish, pero deciden detenerse a acampar debido a que Brienne sabe exactamente al lugar donde se dirigen. Al momento de armar el campamento, Podrick le cuenta la historia de como terminó siendo escudero de Tyrion, mientras que Brienne le cuenta como conoció a Renly. Tras esto, jura vengarse de su muerte, teniendo a Stannis como el responsable ya que la sombra que lo mató tenía su cara.
Petyr y Sansa llegan a Invernalia y son recibidos por Roose, su esposa Walda y Ramsay. Ramsay le promete a Petyr que nunca le hará daño a Sansa, de manera oportuna Roose llega para discutir las posibles ramificaciones de su plan. Petyr le dice que, con Tywin Lannister muerto y Margaery Tyrell como reina, no tienen ninguna motivo para temer a los Lannister. Roose termina sin quedar convencido y le entrega la carta dirigida a él de Cersei, y aunque Petyr lo tranquiliza, Roose solicita saber la respuesta que le mandará.

### En el Muro
Stannis se reúne con Jon Nieve, quien ahora es el proclamado Lord comandante de la Guardia de la Noche. Stannis le recuerda la oferta de volverse un Stark, pero Jon rechaza la oferta dado que en su juramento se entregó a la Guardia de la Noche. Él le pregunta a Stannis cuánto tiempo tiene la intención de permanecer en el Muro, ya que no pueden seguir alimentando a sus soldados. Stannis le dice a Jon que él y su ejército se marcharán a Invernalia en quince días. Stannis se marcha del lugar, pero Ser Davos se queda atrás y le recuerda que el juramento es para mantener a su pueblo seguro, tratando de convencerlo que estando al mando de la Guardia Nocturna en el Muro puede no ser lo necesario para que el pueblo esté seguro, acordándole que mientras los Bolton estén al poder del norte, el Norte sufrirá. En el comedor, Jon nombra a Ser Alliser el primer explorador, luego ordena a Janos Slynt abandonar Castle Black para ser el nuevo Guardagrís, un fuerte en ruinas a lo largo de la muralla. Slynt niega las órdenes de Jon en repetidas ocasiones, lo que lleva a Jon ordenarle a los hermanos, capturarlo y llevarlo afuera. A pesar de los gritos de piedad y arrepentimiento, Jon ejecuta a Slynt por su desobediencia y logra ver como Stannis asiente la cabeza en señal de aprobación.

### En Braavos
Arya ve cómo el hombre con la cara de Jaqen H'ghar le da de beber a un hombre. Aprovecha que el hombre se marcha a orar y se acerca a Jaqen exigiéndole que le enseñe a como ser un hombre sin cara, pero él le recuerda la frase «valar dohaeris», lo que significa que "todos los hombres deben servir", y acusa a Arya de solo el querer servir a sí misma. Arya descubre que el hombre que estaba rezando, ahora murió, dos sirvientes entran y se encargan de llevarse el cadáver e ignoran a Arya cuando ella les pregunta acerca de lo que pasó. 
Más tarde, una mujer llega a la habitación de Arya y le pregunta quién es, Arya responde que no es nadie, provocando el enojo de la mujer quien comienza a golpearla con una vara en repetidas ocasiones, acto que genera la ira de Arya y quien antes de tomar su espada para reprender es detenida por Jaqen. Jaqen le pregunta a Arya como puede no ser nadie y estar rodeada por las cosas  de Arya Stark, más tarde Arya se dirige al muelle donde tira su ropa, seguido de sus monedas y la moneda de hierro. Al tomar "aguja", su espada, ella comienza a llorar y finalmente toma la decisión de no tirarla por tal motivo la esconde en un lugar aledaño.

### En Volantis
Al llegar a Volantis, Tyrion logra convencer a Varys de caminar por las calles de la ciudad, a pesar de no estar tan convencido. Ambos presencian como una sacerdotisa roja predica a una congregación de esclavos acerca de su salvadora, Daenerys Targaryen. Después de que la sacerdotisa logra ver a Tyrion, él se marcha hacia un burdel. Donde tras una platica con una prostituta, se sorprende al ver que no es capaz de tener sexo. Tras marcharse a orinar, Jorah Mormont lo secuestra diciéndole sus intenciones de llevarlo con la reina.

## Reparto

### Personajes principales
- Peter Dinklage como Tyrion Lannister
- Lena Headey como la reina regente Cersei Lannister
- Kit Harington como Jon Snow
- Aidan Gillen como Lord Petyr "Meñique" Baelish
- Stephen Dillane como el rey Stannis Baratheon
- Liam Cunningham como Ser Davos Seaworth
- John Bradley-West como Samwell Tarly
- Natalie Dormer como Lady Margaery Tyrell
- Alfie Allen com Theon Greyjoy/"hediondo"
- Kristofer Hivju as Tormund Giantsbane
- Maisie Williams como Arya Stark
- Sophie Turner como Sansa Stark
- Conleth Hill como Varys
- Gwendoline Christie como Brienne de Tarth
- Dean-Charles Chapman como Tommen Baratheon
- Tom Wlaschiha como Jaqen H'ghar
- Michael McElhatton como Lord Roose Bolton
- Iwan Rheon como Ramsay Bolton
- Iain Glen como Ser Jorah Mormont

### Personajes secundarios
- Jonathan Pryce como el Gorrión Supremo
- Julian Glover como el Grand Maester Pycelle
- Anton Lesser como Qyburn
- Owen Teale como Ser Alliser Thorne
- Roger Ashton-Griffiths como Mace Tyrell
- Ben Crompton como Edd Tollett
- Faye Marsay como la mujer
- Daniel Portman como Podrick Payne
- Dominic Carter como Janos Slynt
- Ian Beattie como Meryn Trant
- Eugene Simon como Lancel Lannister
- Brenock O'Connor como Olly
- Will Tudor como Olyvar
- Finn Jones como Loras Tyrell
- Charlotte Hope como Myranda
- Rila Fukushima como la sacerdotisa
- Elizabeth Webster como Walda Bolton
- Paul Bentley como el septón supremo
- Brian Fortune como Othell Yarwyck
- Michael Condron como Bowen Marsh
- Gwyneth Keyworth como Clea

## Producción

### Guion
El episodio fue escrito por los cocreadores de la serie,  David Benioff y D. B. Weiss y contienen elementos de dos novelas de George R. R. Martin. De Festín de cuervos tomaron  Arya I, Cersei III, Arya II, Cersei V, Cersei VI, Alayne III y partes de Brienne III y Brienne IV, mientras que de Danza de dragones tomaron Jon II, Hediondo III, Tyrion VI y la chica ciega.
Como otros episodios, "High Sparrow" alteró varios elementos en los libros de Martin. La historia de Tyrion se aceleró, y Tommen siendo lo suficientemente mayor para consumar su matrimonio. Forbes llamó la más grande sorpresa del episodio "Sansa regresando a Invernalia para casarse con Ramsay Bolton, suplantando a Arya".

### Casting
Con este episodio, Michael McElhatton, quien interpreta a a Roose Bolton es ascendido a personaje principal. Mientras que también en el episodio se muestra la introducción de Jonathan Pryce, quien interpreta al Gorrión Supremo, y Faye Marsay, quien interpreta a la mujer en la Casa de Negro y Blanco.

## Recepción

### Audiencia
"Gorrión Supremo" fue visto por aproximadamente 6.71 millones de espectadores durante su primera transmisión, y recibió una calificación de 3.5 entre adultos de 18 a 49 años.

### Crítica
El episodio recibió críticas positivas, destacando la trama de Jon Snow y la introducción del Gorrión Supremo. Basado en 30 críticas, el episodio recibió una aprobación del 100% en Rotten Tomatoes con una puntuación promedio de 8.1/10. Según su consenso "el episodio hábilmente reúne a los personajes de las increíbles historias de Game of Thrones, aunque 'Gorrión Supremo' en última instancia pertenece a Jon Snow, cuya posición destaca cualidades inesperadas".